# Manukan
Manukan is een gemeente in de Filipijnse provincie Zamboanga del Norte op het eiland Mindanao. Bij de laatste census in 2007 had de gemeente ruim 33 duizend inwoners.

## Geografie

### Bestuurlijke indeling
Manukan is onderverdeeld in de volgende 22 barangays:
| - Dipane - Disakan - Don Jose Aguirre - East Poblacion - Gupot - Libuton - Linay - Lingatongan - Lupasang - Mate - Meses | - Palaranan - Pangandao - Patagan - Poblacion - Punta Blanca - Saluyong - San Antonio - Serongan - Suisayan - Upper Disakan - Villaramos |

## Demografie
Manukan had bij de census van 2007 een inwoneraantal van 33.129 mensen. Dit zijn 1.274 mensen (4,0%) meer dan bij de vorige census van 2000. De gemiddelde jaarlijkse groei komt daarmee uit op 0,54%, hetgeen lager is dan het landelijk jaarlijks gemiddelde over deze periode (2,04%). Vergeleken met de census van 1995 is het aantal mensen met 3.448 (11,6%) toegenomen.

De bevolkingsdichtheid van Manukan was ten tijde van de laatste census, met 33.129 inwoners op 246,35 km², 134,5 mensen per km².